# Кан Дэвон
Кан Дэвон (кор. 강지현, англ. Dawon Kahng, 4 мая 1931 — 13 мая 1992) — корейско-американский инженер-электрик и изобретатель, наиболее популярен своими работами в области твердотельной электроники. Кан Дэвон известен своим изобретением MOSFET, также именуемого как MOS-транзистор. Работа была проделана совместно с Мохамедом Аталлой в 1959 году. Аталла и Кан разработали процессы PMOS и NMOS для изготовления полупроводниковых устройств MOSFET.
MOSFET — это наиболее широко используемый тип транзисторов и основной элемент в структуре современного электронного оборудования.

## Биография
Кан Дэвон родился 4 мая 1931 года. Он изучал физику в Сеульском национальном университете в Южной Корее и эмигрировал в Соединенные Штаты в 1955 году, чтобы поступить в Государственный университет Огайо, где в дальнейшем получил докторскую степень по физике.
Кан Дэвон был исследователем в Лаборатории Белла в Марреи — Хилл, штат Нью — Джерси, где изобрел структуру MOSFET, которая является основным элементом большинства современных электронных устройств.
В 1960 году Мохамед Аталла, а затем в 1961 году Кан Дэвон предложили концепцию интегральной схемы . Они отметили, что простота изготовления МОS-транзистора сделала его полезным для микросхем . Однако Лаборатории Белла изначально игнорировала предложение двух ученых, поскольку в то время компания не интересовалась данной продукцией.
Расширяя свою работу над MOS-технологией, Аталла и Кан выполнили новаторскую работу над устройствами с горячим носителем, в которых использовалось то, что позже будет называться барьером Шоттки. Оборудование теоретизировались в течение многих лет, но впервые было реализовано в результате работы двух ученых в течение 1960—1961 гг . Они опубликовали свои результаты в 1962 году и назвали свое устройство триодной структурой «горячих электронов».
Барьер Шоттки стал играть важную роль в смесителях.
В 1962 году, Аталла и Кан продемонстрировали металл- нанослойный -BASE транзистор . Это устройство имеет металлический слой нанометрической толщины, расположенный между двумя полупроводниковыми рядами, причем металл образует основу, а полупроводники — эмиттер и коллектор. Благодаря низкому сопротивлению и короткому времени прохождения в тонкой металлической нанослойной основе, устройство было способно выполнять свои функции на высокой рабочей частоте по сравнению с биполярными транзисторами. Их новаторская работа заключалась в нанесении металлических слоев (основы) поверх монокристаллических полупроводниковых подложек (коллектора). Они нанесли тонкие пленки золота (Au) толщиной 10 нм на германий n-типа (n-Ge), а точечный контакт на кремний n-типа (n-Si).
После ухода из Лаборатории Белла, Кан Дэвон стал президентом-основателем Исследовательского института в Нью-Джерси. Он также получил медаль Стюарта Баллантайна в Институте Франклина. Давон умер от осложнений после экстренной операции по поводу разрыва аневризмы аорты в 1992 году.

## Награды
Кан Дэвон и Мохамед Аталла были награждены медалью Стюарта Баллантина на церемонии вручения Института Франклина 1975 года за изобретение полевого МОП-транзистора.
В 2009 году Кан был занесен в Национальный зал славы изобретателей
Несмотря на то, что полевой МОП-транзистор позволил получить Нобелевскую премию за такие достижения техники как квантовый эффект Холла и устройство с зарядовой связью, сама структура никогда не присуждалась премии.